# دوره کوارک
در کیهان‌شناسی فیزیکی، دوره کوارک دوره‌ای از تکامل جهان اولیه است که نیروهای بنیادی گرانش، الکترومغناطیس، نیروی هسته‌ای ضعیف و نیروی هسته‌ای قوی به شکل کنونی خود درآمده بودند اما دما آنقدر زیاد بود که به کوارک‌ها اجازه پیوستن به یکدیگر و تشکیل هادرونها را نمی‌داد. دوره کوارک تقریباً ۱۰-۱۲ ثانیه پس از مه‌بانگ و زمانی آغاز شد که دوره الکتروضعیف با تجزیه برهمکنش الکتروضعیف به نیروی الکترومغناطیس و نیروی هسته‌ای ضعیف، پایان یافت. در دوره کوارک جهان از یک پلاسمای کوارک گلوئون بسیار چگال تشکیل می‌شد که شامل کوارکها و لپتونها و ضددرات آنها می‌شد. برخورد بین ذرات آنقدر پرانرژی بود که به کوارکها اجازه ترکیب و تشکیل مزون یا باریون را نمی‌داد. دوره کوارک وقتی که جهان تقریباً ۱۰-۶ ثانیه از عمرش گذشته‌بود . درحالیکه انرژی متوسط برخورد بین ذرات از انرژی بستگی هادرون‌ها کمتر شده‌بود، پایان یافت. دوره بعدی که در آن کوارکها در درون هادرون‌ها محبوس شدند را دوره هادرون می‌نامند.